# توموهيرو وانامي
توموهيرو وانامي (باليابانية: 和波 智広) (مواليد 27 أبريل 1980)، هو لاعب كرة قدم ياباني سابق كان يلعب كلاعب وسط.

## وصلات خارجية
- توموهيرو وانامي على موقع رابطة كرة القدم اليابانية للمحترفين (اليابانية)
- توموهيرو وانامي على موقع عالم كرة القدم.نت (الإنجليزية)